# Eddy Willems
Eddy Willems (Humbeek, 6 januari 1950) is een nijveraar en CD&V-politicus. Van 2003 tot 2010 was hij burgemeester van Grimbergen.
Zijn vader, Jan Willems, was 18 jaar lang burgemeester in Humbeek en was er ook de laatste burgemeester voor de fusies van 1976. Eddy Willems zelf ging ook in de politiek en werd vanaf 1983 bestuurslid van de CVP. In 1989 werd hij gemeenteraadslid in Grimbergen. Van 4 juni 1992 tot 10 januari 2001 was hij OCMW-raadslid en OCMW-voorzitter. Van 11 januari 2001 tot 9 april 2003 was hij schepen, om vervolgens op 10 april burgemeester te worden.  Bij de gemeenteraadsverkiezingen van 2006 behaalde hij 1377 voorkeurstemmen. Na weken van hard onderhandelen kwam een coalitie tot stand van CD&V-N-VA en VLD met als schepenen Marleen Mertens, Odiel Schelfhout, Jaak Cauwenberghs en Patrick Vertongen voor CD&V-N-V-A en Chris Selleslagh, William De Boeck, Dany Melotte en Louis Desmedt voor VLD.
Tijdens zijn mandaat als burgemeester werd vanaf 2003 het Gemeentelijk Ruimtelijk Structuurplan uitgewerkt samen met het studiebureau NV Arcadis GEDAS. Het plan werd door de gemeenteraad goedgekeurd op 23 september 2010 en ging in voege op 18 maart 2011.
In 2010 nam hij ontslag en werd op 23 juni 2010 opgevolgd door partijgenote Marleen Mertens. Op die dag nam hij ook de bevoegdheden over van Marleen Mertens (Gezin, Welzijn, Onderwijs en Ontwikkelingssamenwerking).